# Potamonautes lividus
Potamonautes lividus is een krabbensoort uit de familie van de Potamonautidae. De wetenschappelijke naam van de soort is voor het eerst geldig gepubliceerd in 2001 door Gouws, Stewart & Reavell.